# Gawne Nunatak
Gawne Nunatak är en nunatak i Antarktis. Den ligger i Västantarktis. Inget land gör anspråk på området. Toppen på Gawne Nunatak är 2 314 meter över havet.
Terrängen runt Gawne Nunatak är varierad. Trakten är obefolkad. Det finns inga samhällen i närheten.